# エンジェルサイン
『エンジェルサイン』は、2019年11月15日公開の日本のオムニバス映画。総監督は漫画家の北条司。

## 概要
『月刊コミックゼノン』主催の『サイレント・マンガ・オーディション』における過去14回の開催で応募された世界108ヵ国の6888作品の中から選出された5作品を原作とし、北条による『プロローグ&エピローグ』を加えた全6編で構成されている。
なお、漫画賞のタイトルにある通り、上映される6編はセリフが一切存在しないサイレント映画となっている。

## 上映作品
| タイトル                                  | 出演者                                                                                                | 原作者                          | 国籍            | 監督                   |
| ----------------------------------------- | --- | ------------------------------- | --------------- | ---------------------- |
| プロローグ&エピローグ Prologue & Epilogue | アイカ：松下奈緒 タカヤ：ディーン・フジオカ                                                           | -                               | 日本            | 北条司                 |
| 別れと始まり Beginning and Farewell       | 夫：緒形直人 妻：菊池桃子 アトム（犬）                                                                | ヴィンセント・ランゲ （ドイツ） | 日本 （熊本県） | 落合賢                 |
| 空へ SKY SKY -Letter to the Sky-          | 娘：プレオパン・パンイム 父親：ピポッブ・カモンケットソーポン 母親：ブンイン・インルアン              | プレマ・ジャー （タイ）         | タイ            | ノンスィー・ニミブット |
| 30分30秒 Thirty and A Half Minutes        | 夫：ゴー・クアン・トゥアン 妻：スアン・ヴァン                                                         | スニッピーMJ （ベトナム）       | ベトナム        | ハム・トラン           |
| 父の贈り物 Father's Gift                  | 父親：佐藤二朗 娘：坂井彩香 （幼少期：ニーンナラ・ブンビティパイシット） メカトロウィーゴ（ロボット） | イチロウ （ブラジル）           | タイ 日本       | 旭正嗣                 |
| 故郷へ Back Home                          | 父親：トゥク・リフヌ・ウィカナ 娘：吉田美佳子 （幼少期：アビゲイル）                                  | ヴン・デイン・ラン （ベトナム） | インドネシア    | カミラ・アンディニ     |

## ストーリー

### プロローグ&エピローグ
チェリストのアイカとピアニストのタカヤは恋人同士。2人の共通の夢は自分たちで創作した音楽を世界中の人々に届けて感動させることだった。アルバイトをしながら音楽に励むタカヤ、そしてそんな恋人を温かく見守るアイカ。しかし、その幸せは長くは続かなかった。チェロとピアノの二重奏曲「エンジェルサイン」を完成させた直後、タカヤが病気でこの世を去ってしまったのだ。アイカはタカヤが命を懸けて遺してくれた「エンジェルサイン」を世界中の人々に届けることを誓う。

### 別れと始まり
鉄道運転士の夫と彼の妻は幼少期よりずっと一緒だった。しかし、突然に訪れた別れの時、妻が病気でこの世から去ってしまったのだ。生きる希望を失ってしまった鉄道運転士を何とか元気づけようと、ずっと夫婦のそばで見守ってきた愛犬が頑張ってみるのだが……。

### 空へ
ある日、ずっと可愛がってきた愛犬を失い、言葉を失ってしまった娘。意気消沈の娘に父親は「愛犬は天国で元気に暮らしているんだよ」と諭す。その話を聞いた娘は天国にいる愛犬に向けて手紙を飛ばす。しかし、返事はいつまで経っても来ない。そんな中、不安になった娘の前に蝶が姿を現す。

### 30分30秒
ある日、今まさに出産目前で命を失おうとしている女性のもとに死神が姿を見せる。そして、死神が女性の命を奪おうとしたその瞬間にタカヤの創った曲が流れ始め、それに呼応したかのように蝶が空を舞い始める。死神は女性に30分30秒の時間を与える。つまり30分30秒以内に女性は子どもを産まなければならない。果たして女性はまだ見ぬ我が子と対面することが叶うのか。

### 父の贈り物
幼少の頃、まだ物心つく前に母親を失った娘。不憫に思った父親は娘に母親代わりとなるロボットをプレゼントする。しかし、そんな父親もある日、娘の前からいなくなってしまった。生きる希望を失ってしまった娘を何とか元気づけようと、人間の心を宿したロボットがある行動に出る。

### 故郷へ
戦争に参加するために戦地に赴くことになった父親は娘に「必ず生きて戻る」と約束した。やがて戦争は終結し、父親は戻ってきたのだが、それは生きた身体としてではなく魂としての姿であった。もう二度と生きて娘に会えないことを知った父親の魂の前に現れた蝶が父親と娘に大きな奇蹟を宿す。

## キャスト
- #上映作品の「出演者」欄を参照。

## スタッフ
- 総監督：北条司
- 監督：#上映作品の「監督」欄を参照。
- 主題歌：DEAN FUJIOKA『Chasing A Butterfly feat. Nao Matsushita』（A-Sketch）
- 企画：堀江信彦[3]
- 配給：ノース・スターズ・ピクチャーズ
- 製作：「エンジェルサイン」製作委員会

## 映像ソフト化
2020年5月2日にBlu-ray DiscとDVDで発売。発売元はAMGエンタテインメント、販売元はアメイジング D.C.。
- エンジェルサイン Blu-ray（1枚組）
  - 映像特典
    - 各5話のディレクターズオリジナルバージョン
    - ここがスゴイ! エンジェルサイン特別映像 #1〜5
    - 特報
    - 予告編2種
    - 松下奈緒、ディーン・フジオカの未公開映像含むメイキング映像
    - 完成披露試写会映像

  - 初回限定特典
    - 北条司描き下ろしオリジナル絵コンテ台本（縮尺版）
    - 特製三方背アウターケース
- エンジェルサイン DVD（1枚組）
  - 映像特典
    - 予告編2種